# Abstinència a opioides
L'abstinència a opioides o abstinència a opiacis és un conjunt de símptomes i signes que sorgeixen de la retirada o reducció sobtada d'opioides o opiacis on l'ús anterior ha estat intens i perllongat (així seria un tipus de síndrome d'abstinència). Els signes i els símptomes d'abstinència poden incloure (a part del desig de nou consum): ansietat, cames inquietes, nàusees, vòmits, diarrea, sudoració i augment de la freqüència cardíaca. L'ús d'opioides desencadena una ràpida adaptació de les vies de senyalització cel·lular que significa que, quan es retira ràpidament, hi pot haver efectes fisiològics adversos. Tots els opioides, siguin com a drogues o com a medicaments, quan es redueixen o s'aturen, poden provocar els signes i símptomes d'abstinència. L'abstinència a opioides es pot tractar amb l'administració individualitzada dels agonistes opioides (habitualment metadona, però també buprenorfina i altres), dins de programes especialitzats.